# Monarchy
Monarchy (Monarchia) – brytyjski serial dokumentalny, premierowo emitowany przez telewizję Channel 4 w latach 2004–2007, opisujący całość dziejów angielskiej i brytyjskiej monarchii. Prezenterem i głównym autorem serialu był historyk David Starkey. Wyprodukowano 17 odcinków, podzielonych na cztery serie. Większość z nich trwa godzinę, jedynie odcinek finałowy został przedłużony do 75 minut.

## Odcinki

### Seria 1
| nr | tytuł              | tematyka |
| -- | ------------------ | --- |
| 1  | A Nation State     | Panowanie Alfreda Wielkiego: najazdy wikingów, powstanie pierwszego państwa angielskiego                        |
| 2  | Ængla Land         | Dalsze dzieje Anglosasów, Harold II, bitwa pod Hastings, przejęcie władzy przez Wilhelma Zdobywcę               |
| 3  | Conquest           | Anglia w okresie panowania dynastii normandzkiej                                                                |
| 4  | Dynasty            | Henryk II Plantagenet, w szczególności jego konflikt z Tomaszem Becketem, Jan bez Ziemi, Henryk III Plantagenet |
| 5  | A United Kingdom   | Edward I Długonogi i jego próby zjednoczenia Wysp Brytyjskich, Edward II, Edward III                            |
| 6  | Death of a Dynasty | Ryszard II, Henryk IV Lancaster, Henryk V Lancaster, Henryk VI Lancaster                                        |

### Seria 2
| nr | tytuł                    | tematyka |
| -- | ------------------------ | --- |
| 7  | The Crown Imperial       | Wojna Dwóch Róż, początki dynastii Tudorów                                                                             |
| 8  | King and Emperor         | Panowanie Henryka VIII Tudora, w szczególności akt supremacji i powstanie Kościoła Anglii                              |
| 9  | The Shadow of the King   | Okres panowania trójki dzieci Henryka VIII: Edwarda VI, Marii I i Elżbiety I                                           |
| 10 | The Stuart Succession    | Zwycięstwo nad Wielką Armadą, Jakub I Stuart i początek angielsko-szkockiej unii personalnej, początki rządów Karola I |
| 11 | Cromwell The King Killer | Angielska wojna domowa, obalenie i ścięcie Karola I, rządy Olivera Cromwella                                           |

### Seria 3
| nr | tytuł                   | tematyka |
| -- | ----------------------- | --- |
| 12 | The Return of the King  | Restauracja monarchii i panowanie Karola II Stuarta                                                                                                   |
| 13 | The Glorious Revolution | Chwalebna rewolucja, czyli bezkrwawe obalenie Jakuba II Stuarta, ostatniego katolickiego króla Anglii i przejęcie tronu przez Wilhelma III Orańskiego |
| 14 | Rule Britannia          | Powstanie Wielkiej Brytanii i jej przeobrażenie się w światowe mocarstwo na przełomie XVII i XVIII wieku                                              |
| 15 | Empire                  | Początki dynastii hanowerskiej: Jerzy I, Jerzy II i początki panowania Jerzego III, powstanie silnego urzędu premiera Wielkiej Brytanii               |
| 16 | Survival                | Wpływ rewolucji francuskiej na monarchię brytyjską, panowanie dziewiętnastowiecznych królów oraz królowej Wiktorii                                    |

### Seria 4
| nr | tytuł                | tematyka |
| -- | -------------------- | --- |
| 17 | The House of Windsor | Wszyscy monarchowie dwudziestowieczni oraz prognozy i oczekiwania autora odnośnie do tego, co przyniesie przyszłe panowanie księcia Karola |

## Wersja książkowa
David Starkey wydał dwie książki oparte na materiale zebranym do serialu:
- The Monarchy of England: The Beginnings (2004)
- Monarchy: From the Middle Ages to Modernity (2006)